# Pot (Adelsgeschlecht)

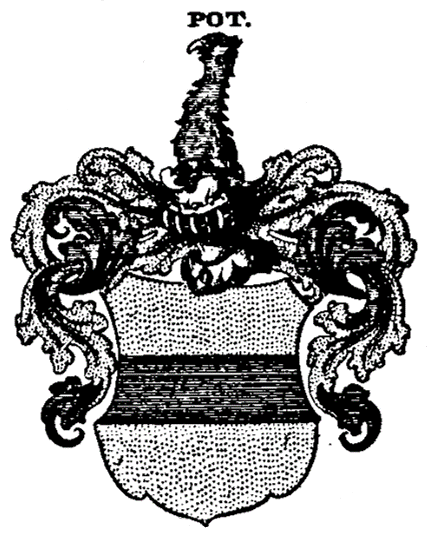
Stammwappen der Pot in Siebmachers Wappenbuch

Vermehrtes Wappen der Pot

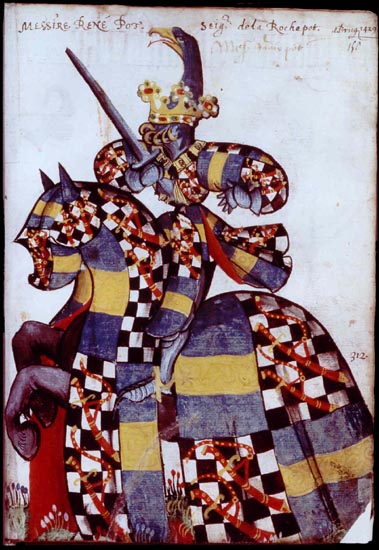
Armorial équestre Toison d’or – Régnier Pot

Die Familie Pot war ein burgundisches Adelsgeschlecht, das erstmals im 15. Jahrhundert zu einflussreichen Ämtern gelangte. Sie standen im Dienst des Herzogs von Burgund, bis sie nach dem Tod des Herzogs Karl der Kühne 1477 auf die Seite des Königs von Frankreich, damals Ludwig XI., wechselten.
Eine jüngere Linie der Familie kam im 16. Jahrhundert zu Bedeutung, als am französischen Hof das Amt des Zeremonienmeisters und später (1585) des Großzeremonienmeister von Frankreich geschaffen wurde; das Amt wurde bis 1705 von Mitgliedern der Familie Pot ausgeübt.
Die Pot gehören darüber hinaus zu den Vorfahren des Connétable Anne de Montmorency und damit zu den Vorfahren der derzeitigen (bzw. letzten) Monarchen von Belgien, Dänemark, Deutschland, Griechenland, Italien, Luxemburg, Niederlande, Norwegen, Portugal, Schweden, und Spanien, sowie zu den Vorfahren des Prince of Wales, Lady Dianas und Winston Churchills.

## Stammliste (Auszug)
1. Guillaume Pot, Seigneur de Champroy, Stammvater der Familie; ⚭ Blanche (Catherine) de Verdier, Tochter von Hugonin de Verdier de Champroy
  1. Raoul Pot de la Prugne, Seigneur de la Prugne; ⚭ Radegonde de la Failhe, Tochter von Guillaume de la Failhe, Seigneur de la Prugne im Berry
    1. Guillaume Pot († vor 1390), Seigneur de La Prugne; ⚭ I Blanche de la Trémoille, Tochter von Guy IV. de la Trémoille
      1. (I) Régnier Pot (* wohl 1362; † kurz vor Juli 1432), Seigneur de la Prugne, Seigneur et de La Roche-Nolay, Vorsitzender des herzoglichen Rates, 1430 einer der Gründungsritter des Ordens vom Goldenen Vlies; ⚭ Catherine d’Anguissola aus Italien, Begleiterin der Valentina Visconti, Herzogin von Orléans
        1. Jacques Pot (* 1399; † 1458); ⚭ I Marie de Preuilly, Tochter von Gilles; ⚭ II Marguerite de Courtiamble († nach 1474), Tochter von Jacques de Courtiamble und Jacquette de Blaisy
          1. (II) Philippe Pot (* 1428; † September 1493), Ritter des Ordens vom Goldenen Vlies
          2. (II) Guy Pot auch Guyot Pot genannt († nach 1495), Chevalier und Graf von Saint-Pol, stand ab 1452 im Dienst des Herzogs von Burgund. Er wechselte in den Dienst des Herzogs von Orléans, dann des Königs Ludwig XI. Letzteren begleitete er auf mehreren Reisen, insbesondere 1468 nach Péronne. 1469–1483 war er Bailli von Vermandois, und auch Capitaine von Compiègne. 1477 gab der König ihm die Grafschaft Saint-Pol, nachdem er sie Ludwig von Luxemburg abgenommen hatte. 1483–1484 war er anfangs Bailli und unmittelbar später Gouverneur von Touraine. Guy Pot war mit Marie de Villiers de l’Isle-Adam verheiratet, Tochter von Jacques de Villiers, Seigneur de l’Isle-Adam und Jeanne de Nesle
            1. Anne (de Thore) Pot († 1510), Comtesse de Saint-Pol, Dame de Rochepot; ⚭ Guillaume de Montmorency (Stammliste der Montmorency). Anne Pot und Guillaume de Montmorency sind die Eltern des Marschalls und Connétable Anne de Montmorency (1493–1567), Duc de Montmorency

      2. Raoul Pot, Bruder von Régnier Pot, Seigneur de Piégu (Puy-Agu) et de Rhodes; ⚭ Jeanne de Céris, Tochter von Guy, Seigneur de Céris und Rhodes
        1. Louis Pot (* 1368), Seigneur de Rhodes; ⚭ Dauphine de Bonnelles, Dame de Chassingrimont (heute Ortsteil von Saint-Civran, Département Indre)
          1. Guy Pot, Seigneur de Rhodes et de Chassingrimont
            1. Jean Pot, Seigneur de Rhodes et de Chassingrimont
              1. Guy Pot († 1524), jüngerer Sohn von Jean Pot, Seigneur de Rhodes
                1. Jean Pot († 1571), Seigneur de Chemault (Chémeaux), Maître des Cérémonies de France, französischer Botschafter in Rom, London und Wien; ⚭ Georgette de Balzac, Dame de Saint-Chamant, Tochter von Pierre, Seigneur de la Gure (Haus Balzac)
                  1. Guillaume Pot (* wohl 1539; † wohl 1603), Seigneur de Rhodes et de Chemault, genannt „de Rhodes“, 1585 erster Großzeremonienmeister von Frankreich, 1578–1597 Vogt und Zeremonienmeister des Ordens vom heiligen Geist; ⚭ Jacqueline de La Châtre, Tochter von Claude de La Châtre, Baron de La Maisonfort (Haus La Châtre)
                    1. Guillaume Pot de Rhodes († 1615), Chevalier, Seigneur de Rhodes et de Chemault, 1597–1612 Vogt und Zeremonienmeister des Ordens vom heiligen Geist, 1603–1615 zweiter Großzeremonienmeister von Frankreich; ⚭ Anne de Brouilly, Tochter von François, Seigneur de Marvillers
                    2. François Pot de Rhodes (X 1622/28), Chevalier, Seigneur du Magnet, de Rhodes et de Chemault, 1612–1619 Vogt und Zeremonienmeister des Ordens vom heiligen Geist, 1616–1622 dritter Großzeremonienmeister von Frankreich; ⚭ Marguerite d’Aubray, Tochter von Claude, Seigneur de Bruyère-le-Château
                      1. Claude Pot de Rhodes (1617–1642), Seigneur de Rhodes, 1622–1642 vierter Großzeremonienmeister von Frankreich; ⚭ I Louise-Henriette de La Châtre, Tochter von Louis de La Châtre, Baron de Maisonfort (Haus La Châtre); ⚭ II Louise de Lorraine (1621–1652), Tochter von Louis III. de Lorraine-Guise
                      2. Henri († 1662), Chevalier de Rhodes, Comte de Briviers, 1642–1662 fünfter Großzeremonienmeister von Frankreich; ⚭ Gabrielle de Rouville, Dame de Bridiers, Tochter von Jacques, Comte de Clinchamps
                        1. Charles († 1705), Marquis de Rhodes, 1666–1684 sechster Großzeremonienmeister von Frankreich; ⚭ Anne Marie Thérèse de Simiane-Gordes, Tochter von Edme Claude
                          1. Marie Louise Charlotte (1694–1715); ⚭ Louis de Gand de Merode de Montmorency, 2. Prince d’Isenghien, 1741 Marschall von Frankreich († 1767)

            2. Philippe Pot († 1528), Bruder von Jean Pot, Abt von Ferrières, 1515 Präsident des Parlement de Paris

## Wappen
Blasonierung des Stammwappens: In Gold ein blauer Balken. Auf dem blau-golden bewulsteten Helm mit blau-goldenen Decken ein blauer Adlerkopf mit Hals.